# Тривожна молодість
«Тривожна молодість» — радянський чорно-білий художній фільм 1954 року, знятий на Київській студії художніх фільмів. Знятий за трилогією «Стара фортеця» Володимира Бєляєва про комсомольців України в роки Громадянської війни.

## Сюжет
У місті хаос і тривога, непримиренна ворожнеча розділила людей: гімназисти воюють з бойскаутами, бойскаути з голотою, а голота з усіма, як того й вимагає класова свідомість. Як не приваблює бойскаутська форма і дисципліна Петьку Маремуху, він не прощає прочуханки і хоче, щоб його колишні товариші Василь Манджура і Галя знову взяли його до свого братства, тим паче що вони стають свідками страти комісара, виданого сином лікаря Котькою Григоренком. На могилі більшовика в старій фортеці хлопці дають клятву вірності один одному і своїм ідеалам…

## У ролях
- Олександр Суснін — Василь Манджура
- Леонід Ципляков — Василь Манджура в дитинстві
- Михайло Крамар — Петро Маремуха
- Олесь Рудьковський — Петька Маремуха в дитинстві
- Тамара Логінова — Галя Кушнір
- Світлана Величко — Галя Кушнір в дитинстві
- Микола Рибников — Котька Григоренко
- Орест Кірст — Котька Григоренко в дитинстві
- Сергій Гурзо — Яшка Тиктор
- Микола Крючков — Тимофій Сергушин, більшовик
- Григорій Гай — Микита Коломієць
- Борис Бабочкін — секретар ЦК КП (б)
- Юрій Лавров — Зенон Печериця
- Олена Тяпкіна — Марія Опанасівна
- Іван Кузнецов — Полевой
- А. Вершинін — Науменко
- Олександра Панова — Рогаль-Піонтковська
- Олександр Хвиля — сотник
- Антон Дунайський — старий в ЦК КП (б)
- Д. Іваній — ватажок контрабандистів
- Ізольда Ізвицька — Кетрін
- Юрій Кротенко — комсомолець
- Олександр Кузнецов — Головацький, провідний зборів
- Іван Маркевич — лікар Григоренко, батько Котьки
- Микола Яковченко — кухар
- Степан Шкурат — кульгавий сторож на розстрілі Сергушина
- Ольга Реус-Петренко — комсомолка на зборах
- Валентин Кобас — прикордонник
- В епізодах:
  - Семен Ліхогоденко
  - Лев Олевський
  - Андрій Мірошниченко
  - Сергій Шварцзойд
  - Віктор М'ягкий

## Знімальна група
- Режисери — Олександр Алов, Володимир Наумов
- Сценаристи — Володимир Бєляєв, Михайло Блейман
- Оператор — Олександр Піщиков
- Композитор — Юрій Щуровський
- Художник — Вульф Агранов